# Tirreno-Adriático
Tirreno-Adriático, também conhecida como a corrida dos dois mares, é uma prova ciclística profissional por etapas na modalidade de ciclismo de estrada, que percorre uma rota entre os mares Tirreno e Adriático. Teve sua primeira edição em 1966 e acontece geralmente no começo da temporada do circuito europeu, sendo considerada uma importante preparação para a clássica Milão-Sanremo. De 2005 a 2007 fez parte do calendário do UCI ProTour, e apesar de ser sido reclassificada em 2008 como um evento do UCI Europe Tour, sendo desde 2008 parte do calendário do UCI World Ranking (renomeado UCI World Tour em 2011).

## Vencedores
| Ano  | Vencedor             | Segundo                | Terceiro                 |
| ---- | -------------------- | ---------------------- | ------------------------ |
| 1966 | Dino Zandegù         | Vito Taccone           | Rolf Maurer              |
| 1967 | Franco Bitossi       | Carmine Preziosi       | Vito Taccone             |
| 1968 | Claudio Michelotto   | Italo Zilioli          | Rudi Altig               |
| 1969 | Carlo Chiappano      | Albert Van Vlierberghe | Giuseppe Fezzardi        |
| 1970 | Antoine Houbrechts   | Italo Zilioli          | Felice Gimondi           |
| 1971 | Italo Zilioli        | Georges Pintens        | Marcello Bergamo         |
| 1972 | Roger De Vlaeminck   | Josef Fuchs            | Tomas Pettersson         |
| 1973 | Roger De Vlaeminck   | Frans Verbeeck         | Gösta Pettersson         |
| 1974 | Roger De Vlaeminck   | Knut Knudsen           | Simone Fraccaro          |
| 1975 | Roger De Vlaeminck   | Knut Knudsen           | Wladimiro Panizza        |
| 1976 | Roger De Vlaeminck   | Eddy Merckx            | Gianbattista Baronchelli |
| 1977 | Roger De Vlaeminck   | Francesco Moser        | Giuseppe Saronni         |
| 1978 | Giuseppe Saronni     | Knut Knudsen           | Francesco Moser          |
| 1979 | Knut Knudsen         | Giuseppe Saronni       | Giovanni Battaglin       |
| 1980 | Francesco Moser      | Alfons De Wolf         | Dante Morandi            |
| 1981 | Francesco Moser      | Raniero Gradi          | Marino Amadori           |
| 1982 | Giuseppe Saronni     | Gerrie Knetemann       | Greg LeMond              |
| 1983 | Roberto Visentini    | Gerrie Knetemann       | Francesco Moser          |
| 1984 | Tommy Prim           | Erich Maechler         | Roberto Visentini        |
| 1985 | Joop Zoetemelk       | Acácio da Silva        | Stefan Mutter            |
| 1986 | Luciano Rabottini    | Francesco Moser        | Giuseppe Petito          |
| 1987 | Rolf Sørensen        | Giuseppe Calcaterra    | Tony Rominger            |
| 1988 | Erich Maechler       | Tony Rominger          | Rolf Sørensen            |
| 1989 | Tony Rominger        | Rolf Gölz              | Charly Mottet            |
| 1990 | Tony Rominger        | Zenon Jaskuła          | Gilles Delion            |
| 1991 | Herminio Díaz Zabala | Federico Ghiotto       | Raúl Alcalá              |
| 1992 | Rolf Sørensen        | Raúl Alcalá            | Fabian Jeker             |
| 1993 | Maurizio Fondriest   | Andrei Tchmil          | Stefano Della Santa      |
| 1994 | Giorgio Furlan       | Evgeni Berzin          | Stefano Colagè           |
| 1995 | Stefano Colagè       | Maurizio Fondriest     | Dmitri Konyschew         |
| 1996 | Francesco Casagrande | Alexandr Gonchenkov    | Gianluca Pianegonda      |
| 1997 | Roberto Petito       | Gianluca Pianegonda    | Beat Zberg               |
| 1998 | Rolf Järmann         | Franco Ballerini       | Jens Heppner             |
| 1999 | Michele Bartoli      | Davide Rebellin        | Stefano Garzelli         |
| 2000 | Abraham Olano        | Jan Hruška             | Juan Carlos Domínguez    |
| 2001 | Davide Rebellin      | Gabriele Colombo       | Michael Boogerd          |
| 2002 | Erik Dekker          | Danilo Di Luca         | Óscar Freire             |
| 2003 | Filippo Pozzato      | Danilo Di Luca         | Ruggero Marzoli          |
| 2004 | Paolo Bettini        | Óscar Freire           | Erik Zabel               |
| 2005 | Óscar Freire         | Alessandro Petacchi    | Danilo Hondo             |
| 2006 | Thomas Dekker        | Jörg Jaksche           | Alessandro Ballan        |
| 2007 | Andreas Klöden       | Kim Kirchen            | Alekszandr Vinokurov     |
| 2008 | Fabian Cancellara    | Enrico Gasparotto      | Thomas Löfkvist          |
| 2009 | Michele Scarponi     | Stefano Garzelli       | Andreas Klöden           |
| 2010 | Stefano Garzelli     | Michele Scarponi       | Cadel Evans              |
| 2011 | Cadel Evans          | Robert Gesink          | Michele Scarponi         |
| 2012 | Vincenzo Nibali      | Chris Horner           | Roman Kreuziger          |
| 2013 | Vincenzo Nibali      | Chris Froome           | Alberto Contador         |
| 2014 | Alberto Contador     | Nairo Quintana         | Roman Kreuziger          |
| 2015 | Nairo Quintana       | Bauke Mollema          | Rigoberto Urán           |
| 2016 | Greg Van Avermaet    | Peter Sagan            | Bob Jungels              |
| 2017 | Nairo Quintana       | Rohan Dennis           | Thibaut Pinot            |
| 2018 | Michał Kwiatkowski   | Damiano Caruso         | Geraint Thomas           |
| 2019 | Primož Roglič        | Adam Yates             | Jakob Fuglsang           |
| 2020 | Simon Yates          | Geraint Thomas         | Rafał Majka              |
| 2021 | Tadej Pogačar        | Wout van Aert          | Mikel Landa              |
| 2022 | Tadej Pogačar        | Jonas Vingegaard       | Mikel Landa              |
| 2023 | Primož Roglič        | João Almeida           | Tao Geoghegan Hart       |
| 2024 | Jonas Vingegaard     | Juan Ayuso             | Jai Hindley              |
| 2025 | Juan Ayuso           | Filippo Ganna          | Antonio Tiberi           |

### Vitórias múlitplas
| Vit | Ciclista                 | Edições                            |
| --- | ------------------------ | ---------------------------------- |
| 6   | Roger De Vlaeminck (BEL) | 1972, 1973, 1974, 1975, 1976, 1977 |
| 2   | Giuseppe Saronni (ITA)   | 1978, 1982                         |
| 2   | Francesco Moser (ITA)    | 1980, 1981                         |
| 2   | Rolf Sørensen (DEN)      | 1987, 1992                         |
| 2   | Tony Rominger (SUI)      | 1989, 1990                         |
| 2   | Vincenzo Nibali (ITA)    | 2012, 2013                         |
| 2   | Nairo Quintana (COL)     | 2015, 2017                         |
| 2   | Primož Roglič (SLO)      | 2019, 2023                         |
| 2   | Tadej Pogačar (SLO)      | 2021, 2022                         |

### Vitórias por país
Após edição de 2024
| País           | Vitórias | 2.º lugar | 3.º lugar | Total | Último vencedor            |
| -------------- | -------- | --------- | --------- | ----- | -------------------------- |
| Itália         | 24       | 22        | 22        | 68    | Vincenzo Nibali em 2013    |
| Bélgica        | 8        | 6         | -         | 14    | Greg Van Avermaet em 2016  |
| Suíça          | 5        | 3         | 5         | 13    | Fabian Cancellara em 2008  |
| Espanha        | 4        | 2         | 5         | 11    | Alberto Contador em 2014   |
| Eslovênia      | 4        | -         | -         | 4     | Primož Roglič em 2023      |
| Países Baixos  | 3        | 4         | 1         | 8     | Thomas Dekker em 2006      |
| Dinamarca      | 3        | 1         | 2         | 6     | Jonas Vingegaard em 2024   |
| Colômbia       | 2        | 1         | 1         | 4     | Nairo Quintana em 2017     |
| Noruega        | 1        | 3         | -         | 4     | Knut Knudsen em 1979       |
| Suécia         | 1        | -         | 3         | 4     | Tommy Prim em 1984         |
| Alemanha       | 1        | 2         | 5         | 8     | Andreas Klöden em 2007     |
| Austrália      | 1        | 1         | 2         | 4     | Cadel Evans em 2011        |
| Polónia        | 1        | 1         | 1         | 3     | Michał Kwiatkowski em 2018 |
| Reino Unido    | 1        | 3         | 2         | 6     | Simon Yates em 2020        |
| Portugal       | -        | 2         | -         | 2     |                            |
| México         | -        | 1         | 1         | 2     |                            |
| Rússia         | -        | 1         | 1         | 2     |                            |
| Chéquia        | -        | 1         | 1         | 2     |                            |
| Luxemburgo     | -        | 1         | 1         | 2     |                            |
| Estados Unidos | -        | 1         | 1         | 2     |                            |
| Moldávia       | -        | 1         | -         | 1     |                            |
| Ucrânia        | -        | 1         | -         | 1     |                            |
| Eslováquia     | -        | 1         | -         | 1     |                            |
| Cazaquistão    | -        | -         | 1         | 1     |                            |

A negrito ciclistas no activo.

## Ligações Externas
- Website oficial (em italiano).
- Palmares no Cycling Archives
- Etapas 2014